# Starlet
Starlet es una película del cine independiente estadounidense de género dramático, estrenada en 2012. Fue escrita y dirigida por Sean Baker y protagonizada  por Dree Hemingway y Besedka Johnson. Cuenta la historia de una amistad entre dos mujeres: una de 21 y otra de 85 años, que viven en el Valle de San Fernando.

## Argumento
Jane (Dree Hemingway) acaba de llegar al Valle de San Fernando,  en Los Ángeles junto a su inseparable perro chihuahua, Starlet (Estrellita)
Jane es una estrella en ascenso del cine pornográfico, ambiente en el que se la conoce como Tess. Ella se aloja en un cuarto de la casa que ocupan Mikey (James Ransone) y Melissa (Stella Maeve), que también actúan en películas pornográfica y pasan el tiempo entre las drogas y los juegos electrónicos.
Jane decide arreglar su cuarto y va a hacer compras de garaje. Después de recorrer varios lugares, llega a la casa de Sadie (Beseka Johnson), una anciana jubilada de 85 años. Le compra un termo y, al regresar a su casa, mientras lo limpia, encuentra diez mil dólares.
Jane aprovecha para gastar en arreglos personales. Pero siente remordimientos y busca a Sadie. Sin decirle que encontró el dinero, se esfuerza por entablar relación. Sin embargo, Sadie, continuamente, la rechaza hasta que la acepta y comienza una peculiar amistad entre  la anciana de 85 años y la joven de 21.

## Elenco
- Dree Hemingway - Jane/Tess
- Besedka Johnson - Sadie
- Stella Maeve - Melissa
- James Ransone - Mikey
- Karren Karagulian - Arash
- Mickey El'Hagan - Janice